# Christopher Powers
Christopher John Powers ili učestalije Chris Powers (Lynnfield, Massachusetts, SAD, 27. kolovoza 1985.) američko-hrvatski je profesionalni hokejaš na ledu. Igra na poziciji braniča. Bio je član hrvatskog KHL Medveščaka u EBEL-u.

## Karijera
Powers je svoju hokejašku karijeru započeo na američkom sveučilištu Trinity College u Hartfordu, glavnom gradu savezne države Connecticut. 

### KHL Medveščak (2009.)
Profesionalnu karijeru započinje dolaskom u KHL Medveščak u sezoni 2009./10. gdje konstantno igra u EBEL-u. Prvi nastup kako u EBEL-u tako i u profesionalnoj karijeri upisuje 11. rujna u 1. kolu sezone protiv Acroni Jesenica koje je Medveščak porazio 6:5 u produžetku. 13. prosinca u visokoj pobjedi protiv Jesenica (7:2) postigao je svoj prvi pogodak te ujedno i prvi bod u EBEL-u i profesionalnoj karijeri. 27. prosinca u prvoj Medveščakovoj pobjedi nad Albom Volan asistencijom je sudjelovao kod prvog pogotka te na taj način upisao i svoju 1. asistenciju u EBEL-u, ali i u profesionalnoj karijeri.

## Statistika karijere
Bilješka: OU = odigrane utakmice, G = gol, A = asistencija, Bod = bodovi, +/- = plus/minus, KM = kaznene minute, GV = gol s igračem više, GM = gol s igračem manje, GO = gol odluke
| 2009./10. | KHL Medveščak | EBEL | 25 | 0 | 0 | 0 | -11 | 20 | 0 | 0 | 0 |  |  |  |  |  |  |  |  |  |

## Vanjske poveznice
- Osnovni podaci  Arhivirana inačica izvorne stranice od 16. veljače 2021. (Wayback Machine) na Medvescak.com